# イッシーバス
イッシーバスは、鹿児島県指宿市が運行するコミュニティバスの愛称である。正式名称は、指宿市コミュニティバス「イッシーバス」。

## 概要
- 指宿市内には鹿児島交通が運行する一般路線バスが５路線運行しているが、イッシーバスはそれを補完する路線として運行している。
- 運行路線は、一般路線バスと重複することを極力避け、郊外の集落を結んで市街地へ通じるルート設定としている。

## 沿革
- 2003年10月：旧指宿市循環バス「イッシーバス」（小牧・岩本・宮ヶ浜線）・（池田・東方線）が運行開始。
- 2006年1月：旧指宿市と揖宿郡（開聞町・山川町）の新設合併に伴い、指宿市循環バス「イッシーバス」として引き継ぐ。
- 2007年1月：「イッシーバス」山川地域線・開聞地域線の試験運行を開始。
- 2008年10月：山川地域線が尾下・鰻・山川港線、開聞地域線が開聞・徳光・成川線にそれぞれ変更され、本格運行が開始される。
- 2020年4月：市内全域の公共交通体系を見直し。イッシーバスは小牧線、徳光・鰻線、開聞循環線、イッシーバス連絡線に再編される。イッシーバスの運行を廃止した地域については、同日より指宿市予約型乗合タクシー「あいタク」の運行が開始される。
- 2021年11月：開聞循環線の運行を廃止し、予約型乗合タクシー「あいタク」開聞線の運行開始。
- 2022年10月：路線バスの廃止に伴い、運行体系の大幅見直しを実施。小牧線は小牧～ニシムタ指宿店線に改称。徳光・鰻線は開聞川尻地区への延伸と山川鰻地区（鰻温泉）への乗り入れを廃止し、「川尻～なのはな館線」に改称。鰻地区は予約型乗合タクシー（あいタク）鰻線の運行開始。路線延伸に伴い、イッシーバス連絡線は運行廃止。

## 運行内容・運賃・運行委託事業者
- 小牧～ニシムタ指宿店線
  - 月・水・金の週3日、1日3往復運行。祝祭日及び年末年始（12月31日 - 1月2日）運休。
  - 運賃：大人250円、子供130円（いわさきICカード・RapiCaともに利用可）
  - 運行委託事業者：鹿児島交通
- 川尻～なのはな館線
  - 火・木・土の週3日、1日3往復運行。祝祭日及び年末年始（12月31日 - 1月2日）運休。
  - 運賃：大人250円、子供130円（いわさきICカード・RapiCaともに利用可）
  - 運行委託事業者：鹿児島交通

## 路線
主な停留所のみ記載。
小牧～ニシムタ指宿店線
- 八幡神社前 - 瀬崎公民館- 道の駅いぶすき -  指宿商業高校前 -  新西方 - 宮ヶ浜 - 揖宿神社 - 田口田 - 市役所 -郵便局前 - 指宿駅前 - 丹波小学校前 - 指宿医療センター前 - ニシムタ指宿店

川尻～なのはな館線
- 開聞山麓自然公園前 - 川尻小学校前 - フラワーパークかごしま - 徳光 - 徳光公民館 - 大山駅 - 鰻入口 - 山川高校前 -  成川区民センター - 成川通り - 山川駅 - 指宿医療センター前 - ニシムタ指宿店 - 丹波小学校前 - 指宿駅前 - 郵便局前 - 市役所 - 警察署前 - なのはな館

## 車両
- 日産ディーゼル・RN